# Transit of Venus
Albums de Three Days Grace
Life Starts Now
(2009) Human
(2015)
Singles
1. Chalk Outline
Sortie : 14 août 2012
2. The High Road
Sortie : 22 janvier 2013
3. Misery Loves My Company
Sortie : 14 mai 2013

Transit of Venus est le quatrième album du groupe canadien Three Days Grace sorti le 2 octobre 2012. Il s'agit du dernier album sur lequel Adam Gontier chante et compose les chansons. Après la tournée de promotion d'automne 2012, il quitte officiellement le groupe avec son communiqué du 9 janvier 2013, pour entamer une carrière solo. Cet album possède trois singles nommés Chalk Outline, The High Road et Misery Loves My Company.

## Écriture et enregistrement
« Nous sommes allés vers un son plus serré, plus articulée sur cet enregistrement », dit Neil Sanderson le batteur du groupe. « La musique que nous avons écrite était un peu plus complexe que par le passé, et nous avons expérimenté de nouveaux instruments. Nous voulions présenter ces nouvelles idées de mainère concise, sans en faire trop dans l'ambiance et la production en général ». Le 1er août 2012, le groupe annonce qu'il a fini l'enregistrement de l'album par le biais d'un statut Facebook : « Je prends des risques ici, mais je pense que cet enregistrement....actuellement....fini....wow....quel super voyage.... merci Don Gilmore ». L'album est disponible pour écoute en ligne le 27 septembre 2012.
Chalk Outline est le premier single de l'album, il est sorti le 14 août 2012. Loudwire donne une note de 4 sur 5 à la chanson en disant que « Three Days Grace ont indéniablement progressé ici, et les résultats sont tout simplement incroyable ». Eviqshed.com donne la note de 5 sur 5 louant le fait que le groupe ait pris une direction musicale différente. La lyric video est sorti le 13 août 2012 et la vidéo officiel est sorti le 5 octobre 2012.
Cet album est le dernier sur lequel chante Adam Gontier du fait qu'il quitte officiellement le groupe le 9 janvier 2013 pour se consacrer à une carrière solo. Il est remplacé temporairement par le chanteur du groupe My Darkest Days Matt Walst.

## Parution et accueil

### Accueil critique
Lors de sa sortie, l'album est accueilli avec des critiques généralement favorables par les critiques, citant les différentes direction musicale du groupe. Loudwire donne à l'album un note de 4 sur 5 en disant que « Ils sont sortis de leur zone de confort, ont abandonné leur formule, et sont allés sans retenue dans le véritable esprit du rock ». Un autre avis positif viens d'Artistdirect, qui dit que « Three Days Grace ont indéniablement progressé, et les résultats sont tout simplement incroyable ». Johan Wippsson de Melodic.net écrit sur Transit of Venus qu'« il y a une voix agressive, qui établit une touche alternative parfaite sur l'album ». Allmusic défini l'album comme étant « raffiné ».

### Accueil commercial
L'album débute à la 5e place dans le Billboard 200, en vendant 48 000 exemplaires la première semaine, à deux places derrière leur précédenrt album Life Starts Now mais à la même place que One-X. Transit of Venus a également été 1er du classement Billboard Top Hard Rock Albums, à la 3e place de Billboard Top Rock Albums et Billboard Top Alternative Albums ainsi que 4e de Billboard Top Digital Albums et de  Canadian Albums.
Sur Loudwire, la chanson Chalk Outline gagne de la part du site la récompense Rock Song of the Year en 2012. Dès son entrée dans le Billboard Mainstream Rock Tracks la chanson débute à la 1re place du classement pour rester à cette position pendant 13 semaines consécutives, avant de retomber à la 3e place lors de sa 17e semaine dans le classement. La chanson atteint également la 1re place sur Active Rock Radio, et est resté à cette place pendant onze semaines. Cela fait de Chalk Outline la 9e chanson de Three Days Grace dans le classement de Rock Radio Active. Chalk Outline atteint également la 7e place au Billboard Rock Songs, la 15e place au Billboard Alternative Songs Chart, ainsi que la 65e place au Canadian Hot 100.

### Classements
| Classement (2012)               | Meilleure position |
| ------------------------------- | ------------------ |
| Canada (Canadian Albums)        | 4                  |
| États-Unis (Billboard 200)      | 5                  |
| États-Unis (Top Rock Albums)    | 3                  |
| États-Unis (Alternative Albums) | 3                  |
| États-Unis (Hard Rock Albums)   | 1                  |
| États-Unis (Digital Albums)     | 4                  |

## Fiche technique

### Listes des chansons
| 1.    | Sign of the Times       | 3:12 |
| 2.    | Chalk Outline           | 3:03 |
| 3.    | The High Road           | 3:14 |
| 4.    | Operate                 | 3:23 |
| 5.    | Anonymous               | 3:14 |
| 6.    | Misery Loves My Company | 2:43 |
| 7.    | Give In to Me           | 3:19 |
| 8.    | Happiness               | 2:54 |
| 9.    | Give Me a Reason        | 4:04 |
| 10.   | Time That Remains       | 3:12 |
| 11.   | Expectations            | 2:43 |
| 12.   | Broken Glass            | 3:21 |
| 13.   | Unbreakable Heart       | 3:27 |
| 41:40 |                         |      |

### Interprètes
| Three Days Grace - Adam Gontier : Chant, guitare rythmique - Neil Sanderson : Batterie, chœurs, clavier - Brad Walst : Basse, chœurs - Barry Stock : Guitare | Musiciens supplémentaires - Bill Bottrell - Compositeur - Rob Hawkins – Compositeur - Michael Jackson – Compositeur - Jaren Johnson – Compositeur - Chris Tompkins – Compositeur - Chris Wallin – Compositeur - Matt Walst – Compositeur - Craig Wiseman – Compositeur |

### Équipe de production
| Production - Don Gilmore : Producteur - David Wolter : A&R - Mark Kiczula : Ingénieur du son - Keith Armstrong : Ingénieur adjoint - Jason Dufour : Ingénieur adjoint - Nik Karpen : Ingénieur adjoint - Stephen Koszler : Ingénieur adjoint - Andrew Schubert : Ingénieur adjoint - Brad Townsend : Ingénieur adjoint - Brad Blackwood : Mastering - Chris Lord-Alge : Mixage | Pochette - Joseph Episcopo : Styliste - Chris Feldman, Three Days Grace : Direction artistique - Michael Muller : Photographe - Walter Nomura : Illustrations |